# エモリー・S・ランド級潜水母艦
エモリー・S・ランド級潜水母艦（英語: Emory S. Land-class submarine tender）は、アメリカ海軍の潜水母艦（AS）の艦級。同型艦は3隻。2022年時点で現役にあるアメリカ海軍潜水艦母艦は本級のみであり、2隻が就役中。
本級は先行するL・Y・スピア級潜水母艦の改正型であり、同級の一部として扱われることもある。ロサンゼルス級原子力潜水艦の支援を想定したため、原型よりやや大型化している。

## 概要
食料や水、修理部品、ミサイル、魚雷その他物資の補給を行うだけでなく、潜水艦乗組員の宿泊施設も備えている。ロサンゼルス級攻撃原潜4隻に対して同時に支援できるよう設計されており、現在はバージニア級攻撃原潜やオハイオ級巡航ミサイル原潜への支援も行っている。
13の甲板に53の工作室を備えており、部品の修理などを行う。
60tの能力を持つクレーンと7tの能力を持つクレーンを各2基ずつ搭載し、4隻の潜水艦に対して同時に補給を行うことができる。
格納庫をもたないが艦尾にヘリコプター甲板があるので発着艦は可能である。

## 同型艦
| #     | 艦名                                  | 建造所         | 起工           | 進水           | 就役            | 退役           | 備考 |
| ----- | ------------------------------------- | -------------- | -------------- | -------------- | --------------- | -------------- | --- |
| AS-39 | エモリー・S・ランド USS Emory S. Land | ロッキード造船 | 1976年 3月2日  | 1977年 5月4日  | 1979年 7月7日   | -------        | |
| AS-40 | フランク・ケーブル USS Frank Cable    | ロッキード造船 | 1976年 3月2日  | 1978年 1月14日 | 1979年 10月29日 | -------        | |
| AS-41 | マッキー USS McKee                    | ロッキード造船 | 1978年 1月14日 | 1980年 2月16日 | 1981年 8月15日  | 1999年 7月16日 | 退役後ノーフォーク海軍造船所の海軍不活性艦艇整備施設で保管され、2006年4月25日に除籍、 2021年現在もノーフォーク海軍造船所で係留されている。 |

## 登場作品
小説
『WORLD WAR Z』
「フランク・ケーブル」が登場。ゾンビ戦争勃発により、陸上から逃げてきた人々を乗せて難民船に転用されたが、戦争中に何らかの理由で港湾入口に沈没。ゾンビ戦争後半、港湾活動を再開すべく行われた「港湾一掃」作戦で本艦を引き上げることになり、引き上げ前に艦内のゾンビを掃討することになった米海軍深海潜水戦闘部隊（DSCC）の隊員の苦労が語られる章がある。